# آرتاک بوداغیان
آرتاک امیلی بوداغیان (ارمنی: Արտակ Էմիլի Բուդաղյան؛  زادهٔ ۱۶ دسامبر ۱۹۷۱)  فرد نظامی اهل ارمنستان است.

## زندگی‌نامه
وی در ۱۶ دسامبر ۱۹۷۱ در گوریس به دنیا آمد و از دانشگاه ملی علوم کشاورزی ارمنستان (۱۹۹۳) و آکادمی نظامی فرونزه مسکو فارغ‌التحصیل گشت. همچنین برندهٔ جوایزی همچون مدال گارگین نژده شده است.

## یادداشت
1. ↑  ՀՀ ՊՆ զորամասի հրամանատար
2. ↑  Մոսկվայի Մ. Վ. Ֆրունզեի անվան ռազմական ակադեմիա